# 590
590（五百九十、五九〇、ごひゃくきゅうじゅう）は自然数、また整数において、589の次で591の前の数である。

## 性質
- 590は合成数であり、約数は 1, 2, 5, 10, 59, 118, 295, 590 である。
  - 約数の和は1080。
- 590 = 132 + 142 + 152
  - 3連続自然数の平方和で表せる13番目の数である。1つ前は509、次は677。
  - 590 = 22 + 152 + 192 = 52 + 62 + 232 = 52 + 92 + 222 = 72 + 102 + 212 = 132 + 142 + 152
    - 3つの平方数の和5通りで表せる32番目の数である。1つ前は585、次は601。(オンライン整数列大辞典の数列 A025325)
    - 異なる3つの平方数の和5通りで表せる21番目の数である。1つ前は585、次は593。(オンライン整数列大辞典の数列 A025343)
- 70番目の楔数である。1つ前は582、次は595。
  - 楔数が3連続平方和になる3番目の数である。1つ前は434、次は1085。
- 20番目の五角数である。1つ前は532、次は651。
  - 五角数が3連続平方和で表せる2番目の数である。1つ前は5、次は87725。ただし自然数の範囲では最小の数である。
  - 五角数が楔数になる2番目の数である。1つ前は70、次は651。
- 偶数のノントーティエントである。1つ前は582、次は594。
- 各位の和が14になる45番目の数である。1つ前は581、次は608。

## その他 590 に関すること
- 西暦590年
- 590年代
- 紀元前590年
- 国際電話番号の590は、グアドループ。
- 590 マディソン・アベニュー-ニューヨーク市マンハッタンに建つ超高層ビル。
- 名鉄モ590形電車。
- 近鉄ク590形電車。

## 関係項目
- 数の一覧